# ScummVM
ScummVM je skup rekreiranih enginea (jezgara/modula) računalnih igara. Isprva je bio zamišljen da pokreće avanturičke igre LucasArts-a, koje koriste SCUMM sustav (VM stoji za virtualni stroj), a danas podupire pregršt igara koje se ne baziraju samo na SCUMM-ovom engineu (modul/jezgra), već i one od tvrtki poput Revolution Software i Adventure Soft.
ScummVM je reimplementacija dijela programske podrške, koja se koristi za tumačenje skriptiranog jezika igri, koji opisuje svijet igre umjesto da emulira računalno sklopovlje na kojem su igre nekoć radile. ScummVM omogućava igrama koje podupire, igranje na platformama za koje igre nisu izvorno bile objavljene.
ScummVM je isprva razvio Ludvig Strigeus.  Program je objavljen pod uvjetima GNU General Public Licensea, i tako se svrstava pod slobodnu programsku podršku.
Verzija 1.0.0 je izašla 15. studenog 2009.

## Portovi
Portabilnost je dizajnerski cilj projekta. Portovi ScummVM su dostupni za Microsoft Windows, Mac OS X te mnoštvo sustava koji nalikuju Unix sustavu uključujući Linux (RPM bazirani, Debian bazirani, bazirani na izvornom kodu), članove BSD obitelji (FreeBSD/NetBSD/OpenBSD/DragonFly BSD) te Solaris. Program je također prenesen na konzolne sustave. Portovi manje rasprostranjenih sustava uključuju takve poput Amige, Atari/FreeMiNT, Haiku/BeOS/ZETA, MorphOS i OS/2.

### Službeni portovi
Mnoštvo igraćih konzola ima službene portove; ScummVM je bio prenesen na igraće strojeve poput Sony Playstationa 2, Sega Dreamcasta, Nintendo Wii-a i GameCubea, te dlanovne igraće konzole koje uključuju GCW Zero,GP2X, Pandora, Nintendo DS i PlayStation Portable (PSP). Dlanovne računalne platforme koje su poduprijete uključuju Palm OS/Tapwave Zodiac, Symbian OS (UIQ platforma, Nokia 60, 80 i Nokia 7710/90 serija mobilnih telefona), Nokijini Internet Tablet OS (koji koriste Nokia 770, N800 te N810), Appleov iPhone, MotoMAGX i MotoEZX mobilni telefoni te Windows Mobile.

### Neslužbeni portovi
Platforme poduprijete od strane neslužbenih ScummVM portova uključuju Microsoft Xbox igraću konzolu, BlackBerry PlayBook, Zaurus, Gizmondo i GP32 platforme prijenosnih uređaja. Linux bazirani mobilni telefoni poput Motorole A780, Motorole A680i te uređaji koji pokreću Android, webOS i Samsungov bada OS su također podržani.

## Igre koje ScummVM podupire
Sljedeća lista igri prikazuje podržane igre u trenutačnoj načinjenoj inačici ScummVM-a.

### LucasArts SCUMM igre
| - The Curse of Monkey Island - Day of the Tentacle - The Dig - Full Throttle - Indiana Jones and the Fate of Atlantis - Indiana Jones and the Last Crusade: The Graphic Adventure | - Loom - Maniac Mansion - Monkey Island 2: LeChuck's Revenge - Sam & Max Hit the Road - The Secret of Monkey Island - Zak McKracken and the Alien Mindbenders |

### Sierra On-Line igre
| - The Black Cauldron - Gold Rush! - King's Quest: Quest for the Crown - King's Quest II: Romancing the Throne - King's Quest III: To Heir Is Human - King's Quest IV: The Perils of Rosella - Leisure Suit Larry in the Land of the Lounge Lizards - Manhunter: New York (razvio Evryware) | - Manhunter 2: San Francisco (razvio Evryware) - Mickey's Space Adventure - Mixed-Up Mother Goose - Police Quest: In Pursuit of the Death Angel - Space Quest: The Sarien Encounter - Space Quest II: Vohaul's Revenge - Troll's Tale - Winnie the Pooh in the Hundred Acre Wood |

### Igre koje su načinili ostali proizvođači
Razne igre Humongous Entertainmenta koriste SCUMM engine, i tako su igrive u sklopu ScummVM-a. ScummVM također podupire sljedeće igre koje ne pripadaju SCUMM engineu:
| - Bargon Attack - Beneath a Steel Sky - Broken Sword: The Shadow of the Templars - Broken Sword II: The Smoking Mirror - Bud Tucker in Double Trouble - Discworld - Discworld 2 - Drascula: The Vampire Strikes Back - Elvira - Elvira 2 - Flight of the Amazon Queen - Future Wars - Gobliiins - Gobliins 2: The Prince Buffoon - Goblins Quest 3 - I Have No Mouth, and I Must Scream | - Inherit the Earth: Quest for the Orb - Lost in Time - Lure of the Temptress - Nippon Safes Inc. - Simon the Sorcerer - Simon the Sorcerer II: The Lion, the Wizard and the Wardrobe - Simon the Sorcerer's Puzzle Pack - The 7th Guest - The Bizarre Adventures of Woodruff and the Schnibble - The Feeble Files - The Legend of Kyrandia Book One - The Legend of Kyrandia Book Two: The Hand of Fate - The Legend of Kyrandia Book Three: Malcolm's Revenge - Touché: The Adventures of the Fifth Musketeer - Waxworks (još poznata kao Elvira 3) - Ween: The Prophecy |

## Razvoj
ScummVM je sudjelovao na Google Summer of Codeu 2007., 2008. i 2009.
Sljedeće igre su dodane Subversion stablu ScummVM-a. Engini mogu biti u raznim stanjima operativnosti.
| - Cruise for a Corpse - Fascination - Igor: Objective Uikokahonia - Inca II: Wiracocha - Lands of Lore: The Throne of Chaos - Leather Goddesses of Phobos 2 - The Manhole - Operation Stealth | - Orion Burger - Personal Nightmare - Return to Zork - Rodney's Funscreen - The Big Red Adventure - The Last Dynasty - Urban Runner - Igre bazirane na SCI engineu |

Another World je bio integriran jedno kraće vrijeme, potaknuvši kratku ali i burnu raspravu, u rasponu od emotivnih do čisto tehničkih aspekata. Neki su osjećali da je više akcijskih nego avanturističkih elemenata u igri, ostali su bili zabrinuti da ScummVM, koji je bio primijenjen na bitmapsku grafiku, doista nije bio platforma za igru temeljenu na poligonima.
Podrška za Operation Stealth i Future Wars je dodana spajanjem druge zasebne rekreacije enginea igri: cinE.

### Dodavanje AGI enginea
Adventure Game Interpreter engine (skraćeno AGI) je dodan 2006. godine. Temeljio se na Sarien kodu, AGI tumača, koji je bio zastario te bugovit na mnoge načine, što se riješilo novim ScummVM engineom. Sarien project je prestao s razvojem, te nastavio svoj razvoj kao AGI engine ScummVM-a.
TrollVM se također spojio sa ScummVM-om, dodavajući podršku troje Sierrinih igri, nastale prije postojanja AGI enginea: Mickey's Space Adventure, Troll's Tale, i Winnie the Pooh in the Hundred Acre Wood.

### Izlasci igri
Tijekom razvojnih ciklusa, sve do izlaska inačice 0.5.0 2. kolovoza 2003., proizvođač videoigra Revolution Software ne samo da je pomogao ScummVM programerima pri dodavanju podrške avanturi Beneath the Steel Sky, tako da su pribavili originalni izvorni kod igre, već su i odlučili da oba dvije inačice igre, na CD-u i disketama, postanu freeware (besplatna), dostupne za preuzimanje na ScummVM web stranici. Nekoliko mjeseci poslije, razvojni programeri igre Flight of the Amazon Queen su također na sličan način načinili igru besplatnom.
Filmići iliti cutscene, iz podržanih igara Broken Sword serijala (prve dvije igre), su izvorno enkodirane u Smacker Video formatu kada su igre bile isprva izdane, što je zahtijevalo specialnu programsku podršku za dekodiranje.  Ljudi iz tvrtke RAD Game Tools su bili nevoljki pri izdavanju specifikacija starijih verzija Smacker video formata, koje su bile stare koliko i same igre, te su još zatražili da ScummVM ekipa ne obavlja obrnuti inženjering na njihovim video formatima. Kao odgovor na to, Revolution je dopustio da se re-enkodirane verzije ovih cutscenea mogu preuzeti besplatno na web stranicama ScummVM-a. Od 31. kolovoza 2009., izlaskom verzije 1.0.0rc1 "Grog XD", prvi i drugi nastavak Broken Sword serijala se službeno mogu igrati s originalnim filmićima bez potrebe preuzimanja njihovih re-enkodiranih verzija.